# DN1B
De DN1B is een nationale weg (Roemeens: drum național) in Roemenië die loopt van Ploiești via Mizil naar Buzău. Aan deze weg is laatst nog gewerkt. 
Tussen Ploiești en Valea Călugăreasca loopt de weg door een van de belangrijkste wijnregio's van Roemenië. Er zijn daar veel herbergen en wijnkelders te vinden, de meeste gebouwd in de 18e of 19e eeuw. Vroeger stond de DN1B bekend als de Wijnroute of Wijnweg.

## Europese wegen
De volgende Europese weg loopt met de DN1B mee:
- Ploiești - Buzău (gehele lengte)